# 黒子タクシー
黒子タクシー（ほくろタクシー）は、トゥインクル・コーポレーションに所属する日本のお笑いコンビ。NSC大阪校33期生。

## メンバー
桃寧（もね、1986年9月30日（38歳） - ）
- 本名は宇根元 陽（うねもと あきら）。広島県廿日市市出身。身長158.3cm。A型。広島大学附属高等学校、大阪大学経済学部経済経営学科卒。
- 芸名の由来は不完全な回文（人間の身体は左右対称でないため）と画家のクロード・モネから。
- 銀杏BOYZ、峯田和伸に感銘を受けている。
- 座右の銘は「やらないよりはマシ」。
- ぬいぐるみ（特にクマのぬいぐるみ）を溺愛している「縫包偏愛者」である。

藍茶（あちゃ、1985年10月17日（39歳） - ）
- 本名は孝橋 正宣（こうはし まさのぶ）。兵庫県たつの市出身。身長163.5cm。O型。兵庫県立龍野実業高等学校商業科卒。既婚者。
- 芸名の由来は「アチャマー」と叫ぶ自身の持ちギャグから。
- DIR EN GREYのファンであることを公言している。
- 怪談やホラー映画への造詣が深く、YouTubeチャンネル『ハンドシアター』の短編映画にも数十回出演している。
- 2024年11月12日に結婚を発表。証人はエレキコミックのやついいちろう。
- 黒子タクシーのマスコットキャラクター的存在である「ぼこ熊五郎」（通称ぼこ熊）は藍茶が桃寧の誕生日に贈ったもの。

## 概要
2010年4月、NSC大阪校の33期生として出会う。藍茶（当時は本名の孝橋正宣）が、桃寧（当時は本名の宇根元陽）を誘い、同年4月15日にお笑いコンビ「チューリップメロンパン」を結成。2011年3月末に養成所卒業と同時に一度解散したが、同年4月24日に「黒子タクシー」としてコンビを再結成しよしもとクリエイティブ・エージェンシーに所属。2014年2月10日、初となる単独ライブ「TOKIO」を開催するも、その2日後の2月12日によしもとを退社。
その後、2014年3月より「ジャパネーズ」に改名し事務所に属さないフリー芸人として活動拠点を東京に移す。4年4ヶ月のフリー活動を経て、2018年8月1日にたなしゅう、ジャパネーズ、ウルトラの3組が、トゥインクル・コーポレーションに同時所属したことをTwitter上にて発表した。
2024年7月3日、X上にて「黒子タクシー」に戻名する事を発表した。それに伴って個人名も改名した。

## 芸風
主にコント。自らを「単独屋」と称し、ピン単独や再演単独等も含めると通算30回以上の単独ライブを行なっている。2020年には12ヶ月連続の単独ライブを開催。2022年には三原色をテーマに年3回の単独ライブを開催。2023年7月から2024年6月まで毎月新ネタ15本ライブを開催し、1年間で180本のネタを作り、披露した。
公演ごとに設けられたテーマに沿ったコントを展開、独立している各ネタに張られた伏線を最後のコントで全て回収するといったストーリー性の高い単独ライブを行うのが特徴である。

## 出演

### ラジオ
- マイナビ Laughter Night（TBSラジオ）－2019年6月28日・8月16日[2]

### ライブ
- 『CCC』（コンテンポラリー・コント・クラブ）（スーパーニュウニュウ、トンツカタン、ノオト、ゆうきたけし、男性ブランコとのユニットライブ）
- 『コーポcharade123号室』（たなしゅう、ランボルマーチン、ウルトラ、ジャパネーズの4組がトゥインクル・コーポレーション所属を目指す。第1回ゲスト、第2回よりレギュラーメンバーとして出演）
- ジャパネーズ第0回単独（開催当時は黒子タクシー名義）『TOKIO』－2014年2月10日（in→dependent theatre 1st）
- JAPANEZ the 1st solo conte live『JAPANEZ EXPO』－2014年12月19日（しもきた空間リバティ）
- JAPANEZ the 2nd solo conte live『パZZル the Day Game/the Night Game』－2015年6月20日（しもきた空間リバティ）
- ジャパネーズ公開収録ライブ『JAPANEZ CHANNEL』－2015年9月5日（新宿ハイジア・V-1）
- アチャ・マサノブ生誕30周年記念ソロパフォーマンスライブ『三十路ノ禊』－2015年10月17日（新宿ハイジア・V-1）
- JAPANEZ the 3rd solo conte live『音戯像師』－2015年12月29日（CBGKシブゲキ!!）
- JAPANEZ solo conte live in Osaka『パZZル the Another Game』－2016年2月8日（in→dependent theatre 1st）
- JAPANEZ the 4th solo conte live『le Noire』－2016年5月21日・22日（阿佐ヶ谷シアターシャイン）
- ウネモトモネ生誕30周年記念ソロパフォーマンスライブ『三十路ノ禊』－2016年9月30日（CHARA DE asagaya）
- ジャパネーズ公開収録ライブ『JAPANEZ CHANNEL 2』－2016年12月18日（しもきた空間リバティ）
- JAPANEZ the 5th solo conte live『仕組まれたハッピーエンド』－2016年12月18日（しもきた空間リバティ）
- ジャパネーズ・ウネモトモネ独演コントライブ アネモネノタネ『蒔く』－2017年2月6日（CHARA DE asagaya）
- JAPANEZ the 6th solo conte live『曖昧トロピカル』－2017年7月24日（in→dependent theatre 1st）
- ジャパネーズ裏ベストネタライヴ『ジャパネーズ裏チャンネル』－2017年9月29日（CHARA DE asagaya）
- JAPANEZ the 7th solo conte live『優柔Ⓡサスペツ区』－2017年12月9日（しもきた空間リバティ）
- ジャパネーズベストコント公開収録ライブ 『JAPANEZ CHANNEL 3』－2018年3月31日（新宿ハイジア・V-1）
- 第1回再演単独公演『曖昧トロピカルTOKYO』－2018年5月15日（しもきた空間リバティ）
- ジャパネーズ・ウネモトモネ独演コント公演『アネモネノタネ2 おとなしい世界』－2018年5月28日（CHARA DE asagaya）
- 新作コント公演『BABY BABY』－2018年12月29日（CHARA DE asagaya）
- JAPANEZ the 8th solo conte live『味覚人の晩餐』－2019年3月10日（しもきた空間リバティ）
- ジャパネーズ・ウネモトモネ独演コント公演 『アネモネノタネ3 フニ堕チル』－2019年4月18日（池袋西口GEKIBA）
- ジャパネーズ・ウネモトモネ独創コントライブ 『最後にタイトル決まります。』－2019年9月2日（池袋西口GEKIBA）
- ジャパネーズ・ウネモトモネ独演企画『アネモネって9回言って。』第一夜「幕開ケ悪魔」－2020年1月27日（池袋西口GEKIBA）
- ジャパネーズ・ウネモトモネ独演企画『アネモネって9回言って。』第二夜「支シ離リ滅レ裂」－2020年2月27日（池袋西口GEKIBA）
- ジャパネーズ・ウネモトモネ独演企画『アネモネって9回言って。』第三夜「主演・ウネモトモネ」【延期】－2020年3月30日（池袋西口GEKIBA）
- ジャパネーズ・ウネモトモネ独演企画『アネモネって9回言って。』第三夜「配信ノ一劇」【無観客配信】－2020年3月30日（池袋西口GEKIBA）
- JAPANEZ the 9th solo conte live『血塗られたポップコーン』【中止】－2020年4月29日（渋谷ユーロライブ）
- 在宅単独公演『仮説住宅』【公式チャンネル「ジャパネーズ幻想観測劇場」からの配信】－2020年4月29日（ジャパネーズハウス）
- ジャパネーズ・ウネモトモネ独演企画『アネモネって9回言って。』第四夜「譜割リ譜割リ」【中止】－2020年5月27日（池袋西口GEKIBA）
- 在宅交響楽団ジャパネーズ宴創界『譜割リ譜割リ』【公式チャンネル「ジャパネーズ幻想観測劇場」からの配信】－2020年5月27日（ジャパネーズハウス）
- ジャパネーズ新作コント無観客生配信『9つのコントの誕生日』【無観客配信】－2020年6月29日（池袋西口GEKIBA)
- ジャパネーズ・ウネモトモネ独演企画『アネモネって9回言って。』第四夜「最後にタイトル決まります。」【無観客配信】－2020年7月27日（池袋西口GEKIBA）
- JAPANEZ the 10th solo conte live『+×+』－2020年8月23日（渋谷ユーロライブ）
- ジャパネーズ・ウネモトモネ独演企画『アネモネって9回言って。』第五夜「陽ノ当タル舞台」－2020年9月30日（池袋西口GEKIBA）
- ジャパネーズ・ウネモトモネ独演企画『アネモネって9回言って。』第六夜「仮装幻日」－2020年10月28日（池袋西口GEKIBA）
- JAPANEZ the 11th solo conte live『奇出國』－2020年11月29日（渋谷ユーロライブ）
- ジャパネーズ・ウネモトモネ独演企画 『アネモネって9回言って。』最終夜「ぜんぶあなたの聖夜から」－2020年12月24日（池袋西口GEKIBA）
- ジャパネーズ新ネタライブ『有美粗天椅子』－2021年3月11日（新宿ブリーカー）
- ジャパネーズ無観客新ネタ生配信ライブ『有美粗電波天椅子』【無観客配信】－2021年5月28日（池袋西口GEKIBA）
- JAPANEZ the 12th solo conte live『ヒゴイシ双子星』－2021年11月28日（西新宿ナルゲキ）
- JAPANEZ the 13th solo conte live『寄鳥翠鳥寄』－2022年4月29日（西新宿ナルゲキ）
- ジャパネーズ新ネタライブ『柔跡惑・上』－2022年5月30日（池袋西口GEKIBA）
- ジャパネーズ新ネタライブ『柔跡惑・下』－2022年6月27日（池袋西口GEKIBA）
- JAPANEZ the 14th solo conte live『ドレッド劣等レディオ列島』－2022年8月21日（西新宿ナルゲキ）
- ジャパネーズ新作コント上演会『柔跡惑・浮』－2022年9月3日（下北沢シアターミネルヴァ）
- JAPANEZ the 15th solo conte live 『井000OFF』－2022年11月23日（西新宿ナルゲキ）
- ジャパネーズ新作コント上演会 『柔跡惑・纏』－2022年12月23日（池袋東口GEKIPA）
- ジャパネーズキングオブコント臨戦新ネタライブ1 『朝食は王様のように』－2023年1月31日(池袋西口GEKIBA)
- ジャパネーズキングオブコント臨戦新ネタライブ2 『王さまのおとしもの』－2023年2月24日(池袋東口GEKIPA)
- ジャパネーズキングオブコント臨戦新ネタライブ3 『ホホエミケーニッヒ』－2023年3月29日(池袋西口GEKIBA)
- ジャパネーズキングオブコント臨戦新ネタライブ4 『桜桃と王と弟』－2023年4月28日(池袋西口GEKIBA)
- ジャパネーズキングオブコント臨戦新ネタライブ5 『十字架のない王冠』－2023年5月29日(池袋西口GEKIBA)
- ジャパネーズキングオブコント臨戦新ネタライブ6 『王さまがえる』－2023年6月29日
- ジャパネーズ Experimental conte live 『15のコント達#1昇りハジメた太陽』－2023年7月30日(しもきたドーン)
- ジャパネーズ Experimental conte live 『15のコント達#2フタリHATタリ博覧会』－2023年8月26日(しもきたドーン)
- ジャパネーズ Experimental conte live 『15のコント達#3阿久井みどりのハットトリック』－2023年9月30日(しもきたドーン)
- ジャパネーズ Experimental conte live 『15のコント達#4自偶創パズルでシメン楚歌』－2023年10月28日(しもきたドーン)
- ジャパネーズ Experimental conte live 『15のコント達#5ゴーゴーBLACK聖！精！性！』－2023年11月25日(しもきたドーン)
- ジャパネーズ Experimental conte live 『15のコント達#6刺すペン鋭くシックス扇子』－2023年12月24日(しもきたドーン)
- ジャパネーズ Experimental conte live 『15のコント達#7ナナって十回言って。』－2024年1月27日(しもきたドーン)
- ジャパネーズ Experimental conte live 『15のコント達#8さぁ貸す本屋においてないハチ巻』－2024年2月24日(しもきたドーン)
- ジャパネーズ Experimental conte live 『15のコント達#9青い料理はナインですか？』－2024年3月30日(しもきたドーン)
- ジャパネーズ Experimental conte live 『15のコント達#10赤いジューce』－2024年4月27日(しもきたドーン)
- ジャパネーズ Experimental conte live 『15のコント達#11イレブンchしか映らないTV』－2024年5月25日(しもきたドーン)
- ジャパネーズ Experimental conte live 『15のコント達#12 ダース THE MOVIE予告編』－2024年6月29日(しもきたドーン)

### その他
- 黒子タクシー太陽ト月ノ閑話(音声配信サービスradiotalkにて配信中)[3]
- 声の実験室[注釈 1](音声配信サービスhearrにて不定期配信。~2020年2月末）
- 世界観兄弟（モネのみ。クレオパトラ長谷川優貴との創作ユニット）
- ねぼう工房（ピン芸人九月と黒子タクシーのユニット。名前は九月と黒子タクシーの本名の苗字から一字ずつ取って付けられたものである。）